# Business Insider
Business Insider es un medio digital estadounidense de noticias financieras y empresariales, publicado por Insider Inc. Tiene ediciones internacionales en Reino Unido, Australia, China, Alemania, Francia, Sudáfrica, India, Italia, Indonesia, Japón, Malasia, Países Bajos, Polonia, México, España, Singapur y el norte de Europa.

## Historia
Business Insider se fundó en 2007 por Kevin P. Ryan, antiguo CEO de DoubleClick, Dwight Merriman y Henry Blodget. Además de proporcionar y analizar noticias sobre empresas, también funciona como agregador de noticias sobre diferentes temáticas.
En el último cuarto de 2010 obtiene beneficios por primera vez. En junio de 2012 tuvo 5,4 millones de visitas únicas. En 2015 Axel Springer SE adquiere el 88% de la empresa por 306 millones de euros.

### Tech Insider
En 2015, Business Insider lanza la publicación dedicada a la tecnología Tech Insider, con una plantilla de 40 personas desde la sede de la empresa en Nueva York. Publicado inicialmente como un medio independiente, se terminó uniendo a la web de Business Insider.